# Caroline Monnet
Caroline "Coco" Monnet (Gatineau, 1985) es una artista y cineasta contemporánea canadiense conocida por su trabajo en escultura, instalación y cine. Monnet hizo su debut en 2009 cuando presentó su película "Ikwé" en el Festival Internacional de Cine de Toronto.

## Biografía
Monnet creció entre las costas celtas de Francia en Douarnenez y el territorio algonquin de Outaouais, Quebec, y gran parte de su trabajo explora su doble herencia algonquina (Quebec) y francesa (Francia). Se licenció en comunicaciones y sociología en la Universidad de Ottawa y en la Universidad de Granada (España). Es alumna del Berlinale Talent Campus y TIFF Talent Lab 2016.
Vive en Montreal, Quebec, Canadá.

## Trayectoria profesional
Monnet, conocida como Coco, hizo su debut cinematográfico en 2009 con " Ikwé ", que se estrenó en el Festival Internacional de Cine de Toronto. En 2015, estrenó un cortometraje llamado Mobilize que utiliza imágenes antiguas de los archivos de la National Film Board of Canada, con una partitura de Tanya Tagaq; Fue nominada a los Canadian Screen Awards como Mejor Cortometraje por Roberta (2014) y Mejor Cortometraje Documental por Tshiuetin (2016).
Fue premiada con el Golden Sheaf en el Festival de Cine de Yorkton a la Mejor película experimental por Mobilize. Su primer largometraje titulado Bootlegger producido por Microclimat Films fue seleccionado para CineMart y Berlinale Co-Production Market 2016. Fue la primera cineasta canadiense seleccionada en la 33 sesión de la prestigiosa residencia Cinéfondation del Festival de Cannes en París.
Sus obras han sido expuestas en el Palais de Tokyo (París) y Haus der Kulturen der Welt (Berlín), como parte de Rencontres Internationales (París / Berlín / Madrid), Axenéo7, Plug in ICA, Arsenal Montréal, Arsenal Contemporary NY, Walter Phillips Gallery, Winnipeg Art Gallery, McCord Museum y Museum of Contemporary Art (Montreal) entre otros.
Fue una de las 6 artistas emergentes que consiguió una residencia de 7 semanas en el centro de arte contemporáneo ARSENAL combinada con una exposición en el Museo de Arte Contemporáneo de Montreal. De 2014 a 2016, permaneció en el Arsenal como artista residente. En 2016 asistió al artista estadounidense Mark Jenkins, lo que dio lugar a una colaboración incluida en la exposición individual de Monnet en Axenéo7 titulada "In the Shadow of the Obvious".
Caroline Monnet es autodidacta. Su viaje con el arte comenzó con la esperanza de recuperar su identidad aborigen en la que ha reprimido a lo largo de su vida.  En 2010, Caroline Monnet estrenó Warchild en el Présence Authochtone Montréal First Peoples 'Festival en agosto de 2011. En 2012, lanzó Gephyrophobia, un cortometraje entre dos personas que comparten el río Outaouais que se presentó en el Festival de Cine de Cannes.  En 2016, fue nominada a un premio Canadian Screen por su película Tshiuetin en el festival internacional de cine de Toronto. En 2017, Caroline Monnet lanzó su documental titulado Emptying the Tank. Monnet demuestra fuerza interior, entereza y dedicación a la salud física y espiritual a través de la lente de la Artista Marcial Ashley Nicholas. En 2014, The Black Case de Caroline Monnet se exhibe en el Festival de Cine Latinoamericano de Vancouver. Esta pieza se inspira en hechos reales para demostrar los traumas insoportables experimentados en las escuelas residenciales.
En 2019 fue uno de los siete directores, junto a Kaveh Nabatian, Juan Andrés Arango, Sophie Deraspe, Karl Lemieux, Ariane Lorrain y Sophie Goyette, de la película antológica Las siete últimas palabras (Les sept dernières paroles). Monnet es uno de los cofundadores de Daphne , el primer centro dirigido por artistas indígenas en Quebec, junto con Skawennati, Hannah Claus y Nadia Myre.

## Premios
- Premios de la pantalla canadiense al mejor cortometraje por Roberta (2014)
- Mejor cortometraje documental por Tshiuetin (2016)
- Premio Golden Sheaf en el Festival de Cine de Yorkton a la mejor película experimental por Mobilize (2016)

## Filmografía
| Película          | Año  |        |
| ----------------- | ---- | ------ |
| Warchild          | 2010 | [ 23 ] |
| Gephyrophobia     | 2012 | [ 2 ]  |
| Roberta           | 2014 |        |
| The Black Case    | 2014 | [ 24 ] |
| Tshiuetin         | 2016 |        |
| Emptying the Tank | 2018 | [ 25 ] |

## Estilo
El trabajo de Monnet en el cine, la pintura y la escultura trata de ideas complejas en torno a la identidad indígena y la vida bicultural a través del examen de historias culturales. Se interesa por temas de identidad, representación y modernidad. Monnet ha hecho una firma para trabajar con materiales industriales, combinando el vocabulario de la cultura visual popular y tradicional con los tropos de la abstracción modernista para crear formas híbridas únicas. Ella anima a otras directoras a que nunca abandonen sus sueños y a que nunca abandonen el hecho de que son mujeres, que se interpongan en el camino para alcanzar sus metas. Sugiere rodearte siempre de gente que te respete a ti y a tu trabajo y trabajar lo más duro posible y el resto se cuidará solo.